# کوچ‌جاغیز (توفان بی‌لی)
کوچ‌جاغیز (به ترکی استانبولی: Koçcağız) یک منطقهٔ مسکونی در ترکیه است که در توفانبیلی واقع شده‌است.